# Entertainment (Waterparks)
Entertainment è il secondo album in studio del gruppo musicale statunitense Waterparks, pubblicato nel 2018.

## Tracce
Testi di Awsten Knight.
1. 11:11 – 3:28
2. Blonde – 3:21
3. Peach (Lobotomy) – 3:33
4. We Need to Talk – 3:25
5. Not Warriors – 3:32
6. Lucky People – 2:55
7. Rare – 3:40
8. Tantrum – 2:47
9. Crybaby – 2:51
10. Sleep Alone – 3:47

## Formazione
- Awsten Knight – voce, chitarra, basso, programmazioni
- Geoff Wigington – chitarra
- Otto Wood – batteria